# Бион 8
Бион 8 (Космос 1887) е сателит от серията Бион. Изстрелян е на 28 септември в 12:50:00 UTC с маса 6700 кг. Носил научни инструменти за продължаващи изследвания на ефектите от космически полети върху маймуни и други биологични обекти, безопасност от радиация и физика. В мисията взели участие Унгария, ГДР, Полша, Румъния, Чехословакия, САЩ, Франция и ЕКА. Мисията приключила след 13 дни.